# Antonio Pelacani
Antonio Pelacani (Parma, 1275 circa – Verona, 1327) è stato un filosofo e medico italiano.
Dal 1316 al 1326 fu lettore di medicina all'università di Bologna, nel 1319 divenne consigliere di Matteo Visconti: in questa veste si trovò più volte coinvolto in processi per eresia montati dal papa Giovanni XXII per gettare nella polvere il Visconti.
Fu grande commentatore di Avicenna e Galeno.